# 社會秩序
社會秩序（英語：Social order）是一個有著兩層含義的社會學術語。第一層含義指一個社會結構、制度、關係、習俗、價值與慣例均相互連接的體系，該體系旨在保護、維繫于實施某種特定的關係與行爲準則。此定義之下的範例有古代社會、封建社會與資本主義之社會秩序等。
在第二層含義中，社會秩序是一個與社會混亂與無序的相反概念，指一個社會的穩定狀態。此狀態下，現有的秩序由社會的成員所接受并維繫。
一個與社會秩序相關聯的社會學、政治學與政治哲學概念被稱作秩序問題（英語：Problem of order，也稱霍布斯陷阱），主要思考社會秩序存在的真正理由。